# Farinera Teixidor
La Farinera Teixidor (Harinera Teixidor) es un edificio novecentista proyectado por el arquitecto Rafael Masó i Valentí y construido el año 1911 en Gerona. Fue una fábrica de harinas de la que también formaba parte la vivienda de su propietario. Es una de las obras más representativas del Novecentismo de la ciudad y está protegida mediante su inclusión en el Inventario del Patrimonio Arquitectónico de Cataluña. 

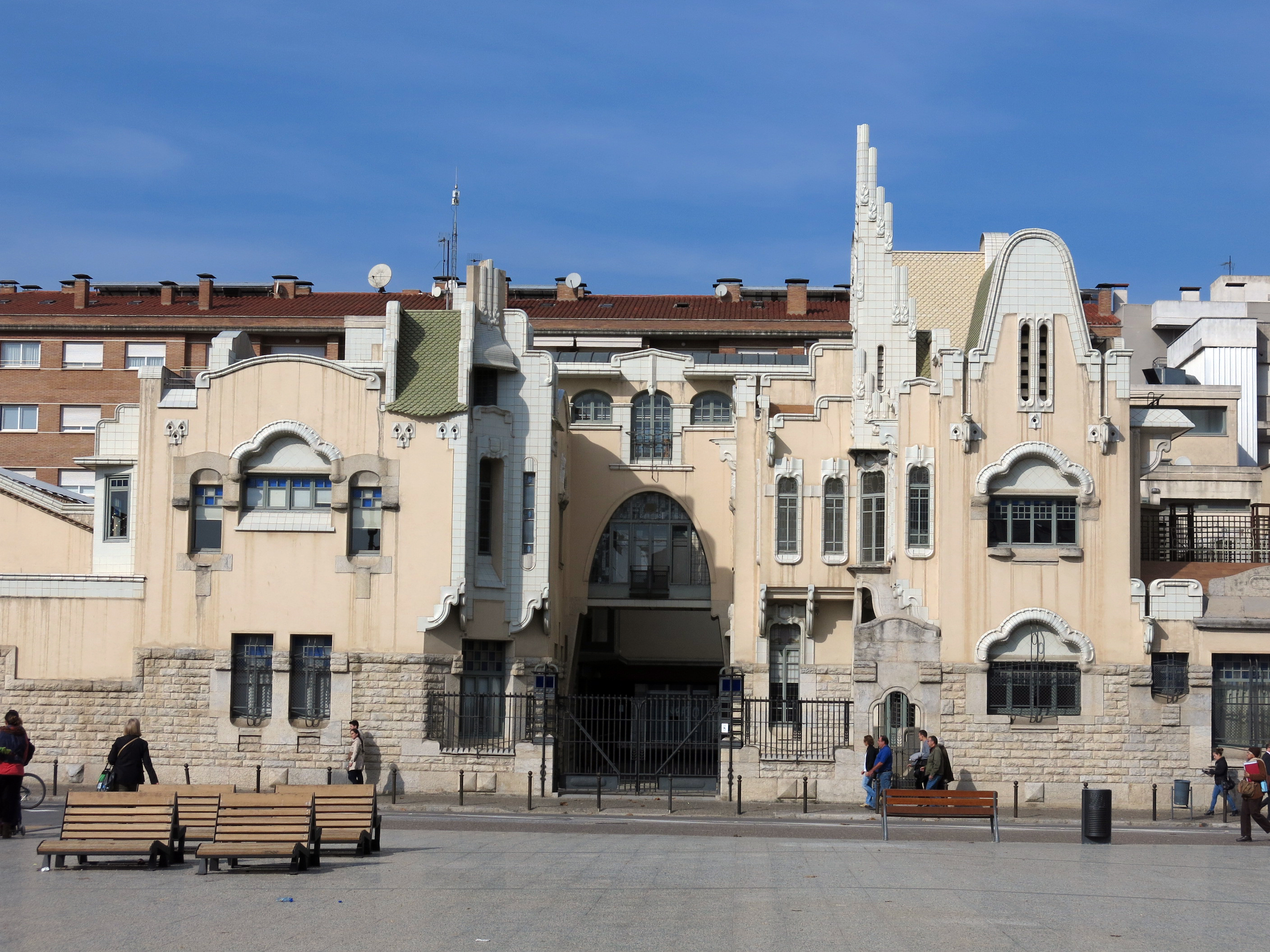
Edificios principales de la Farinera Teixidor: vivienda (derecha) y oficinas (izquierda)

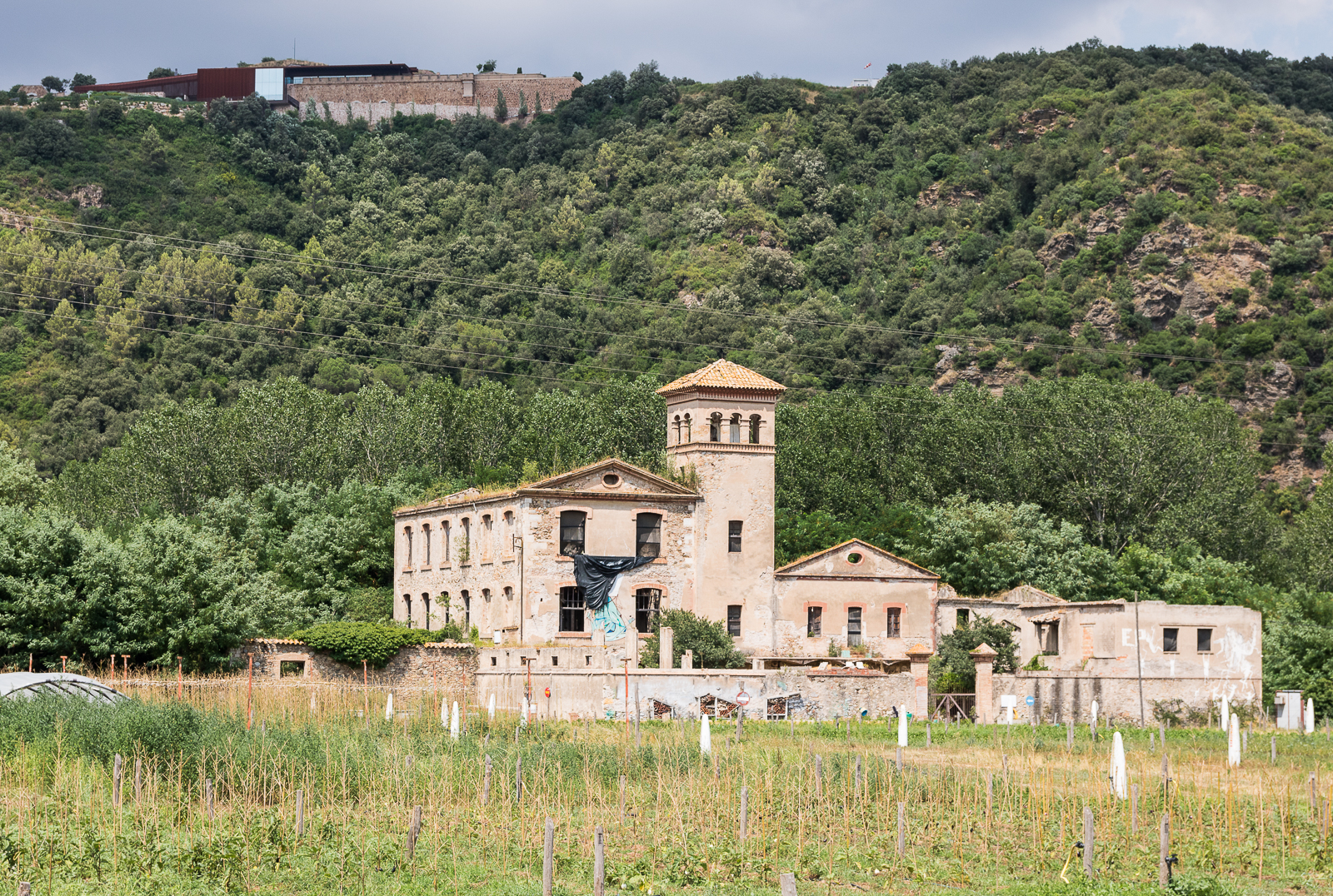
La harinera María de Campdorá, que estuvo operativa hasta 1912, fue el antecedente empresarial de la Farinera Teixidor

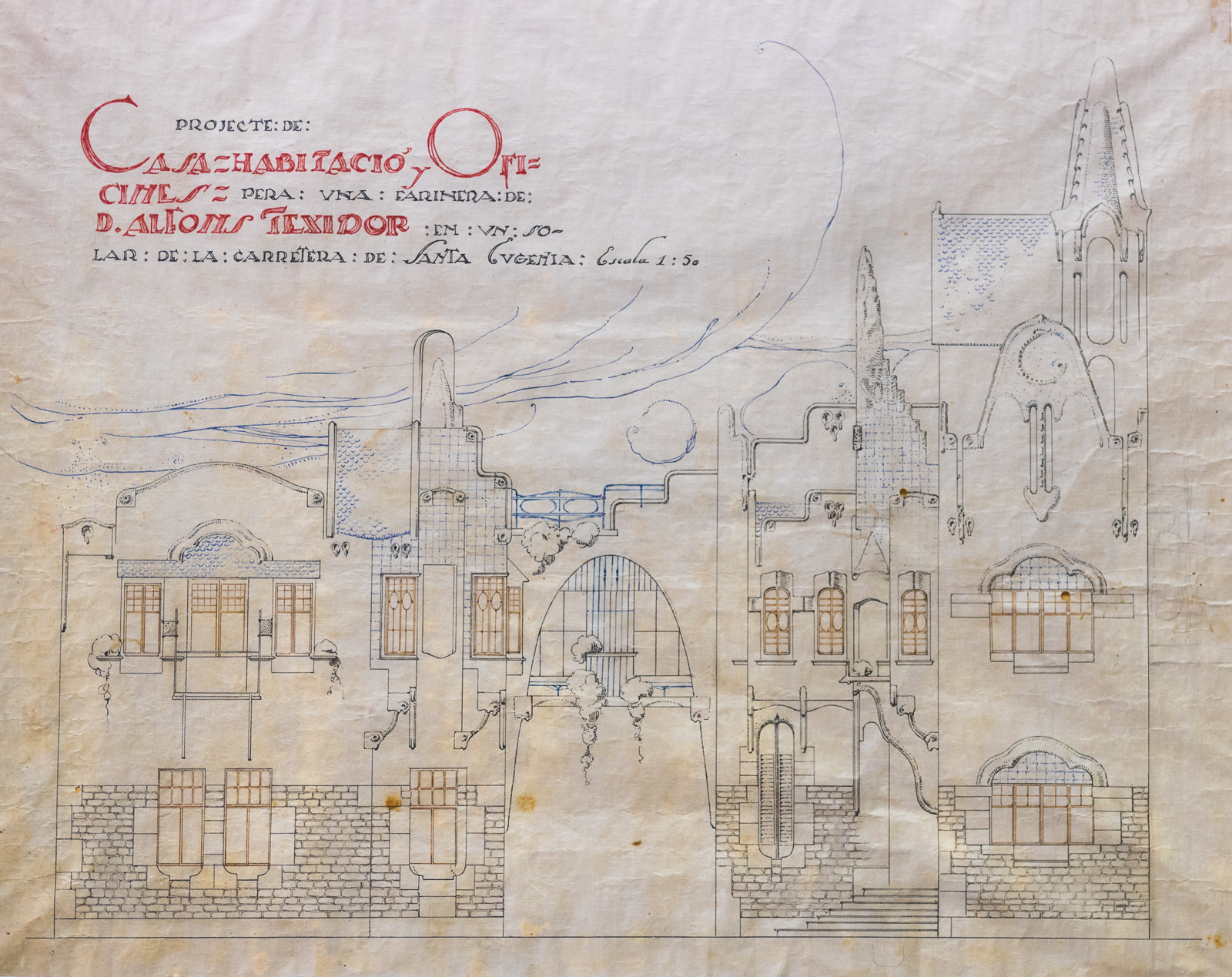
Plano de los edificios principales de la Farinera Teixidor dibujados por el arquitecto Rafael Masó

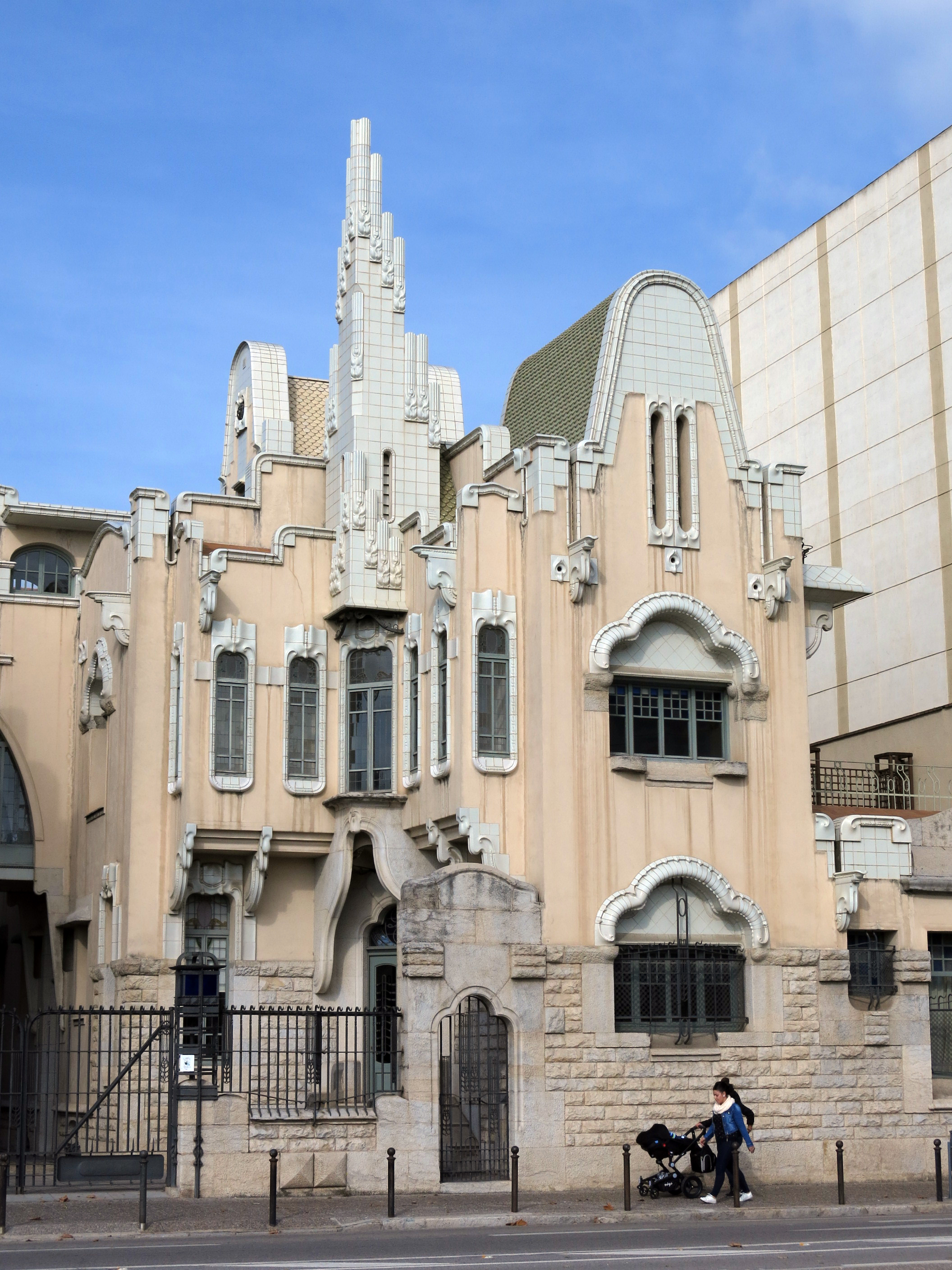
Elementos más representativos de la Farinera Teixidor: pináculo principal que pretende simbolizar la forma de una espiga de trigo y cubierta parabólica con escamas cerámicas

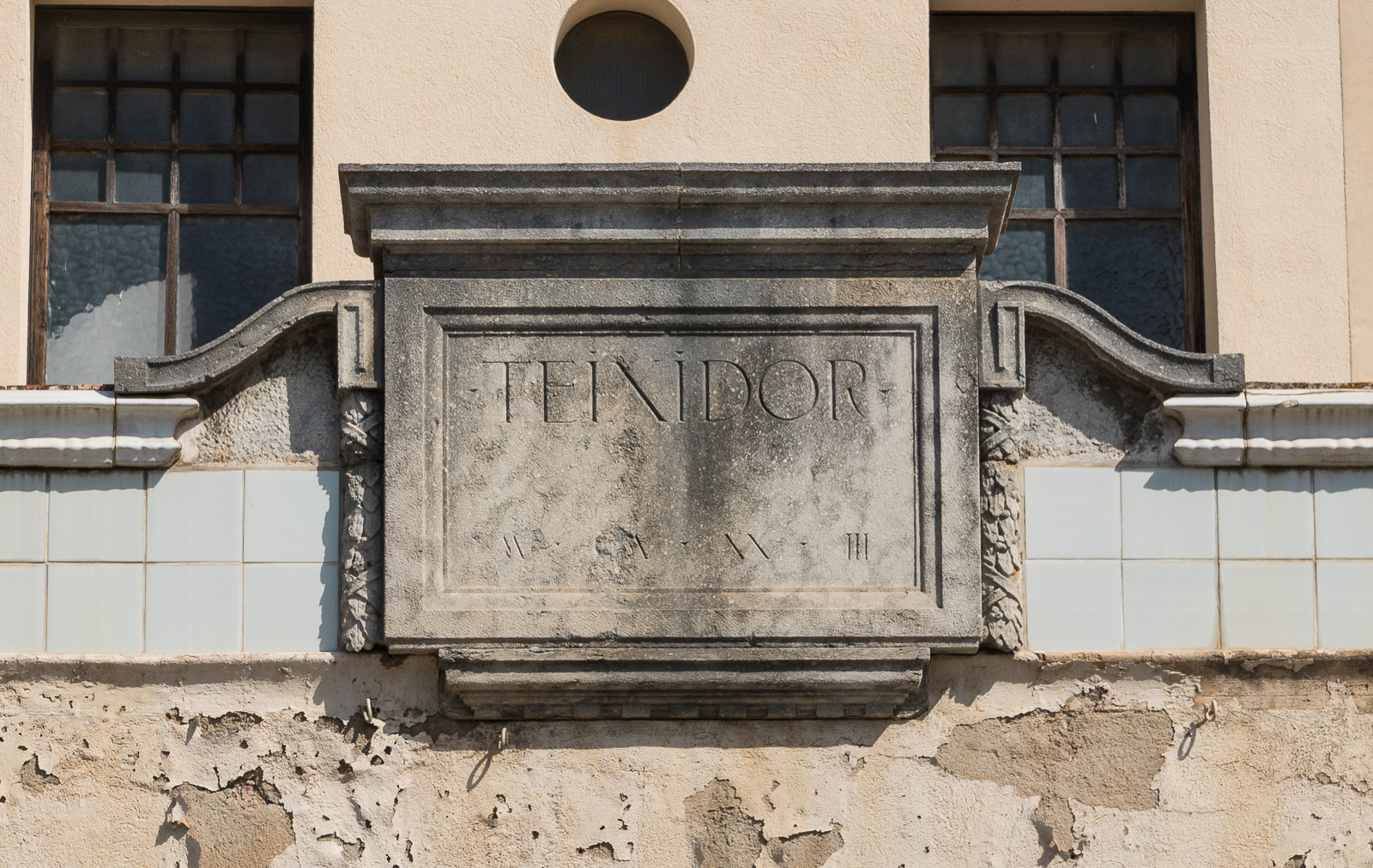
Detalle del almacén de la Farinera Teixidor indicando la fecha de construcción M CM XX III (1923)

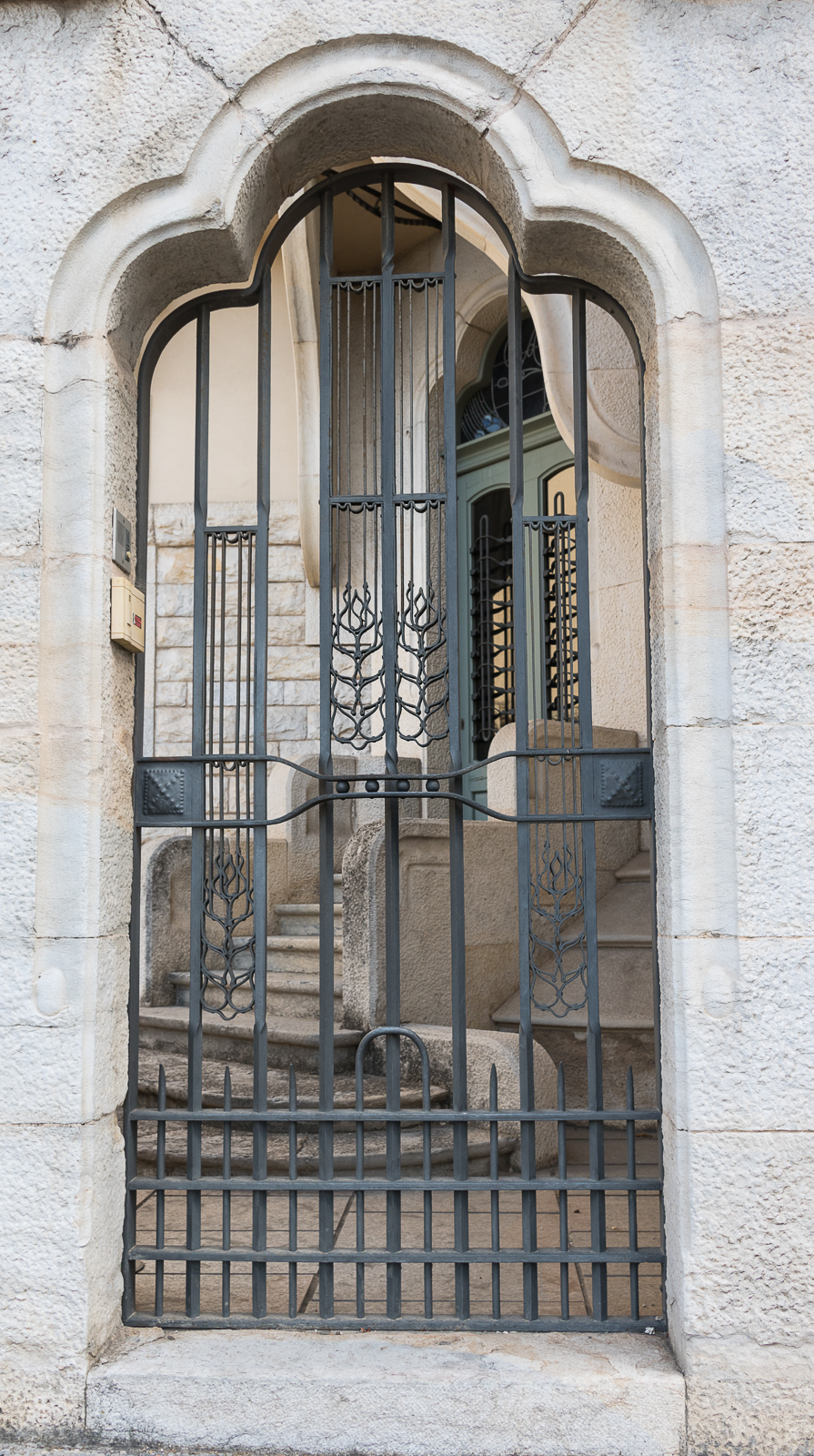
Farinera Teixidor - Puerta de acceso a la vivienda mostrando la reja con las espigas tan características del monumento y que se repiten en las ventanas

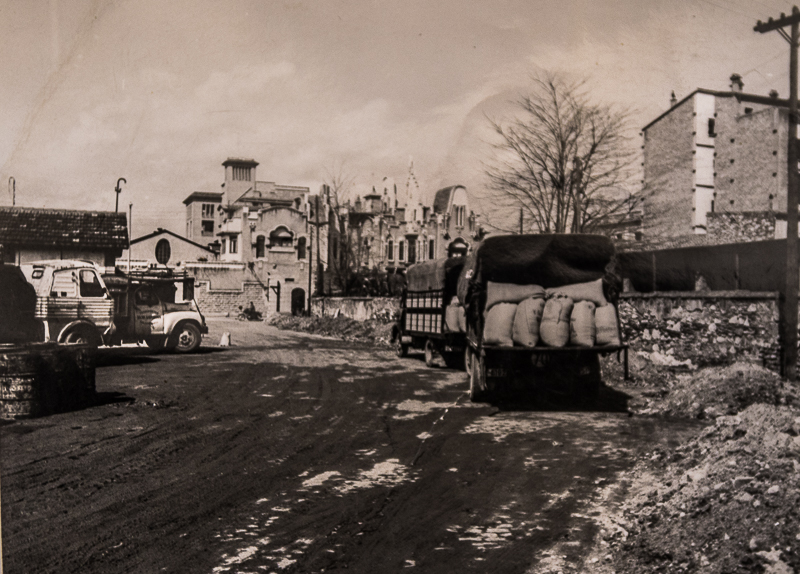
Camiones con sacos de trigo aparcados delante de la Farinera Teixidor en los años 70 del, en lo que actualmente es la plaza de Joan Brossa. A la izquierda un Pegaso 1060 y un Leyland Comet

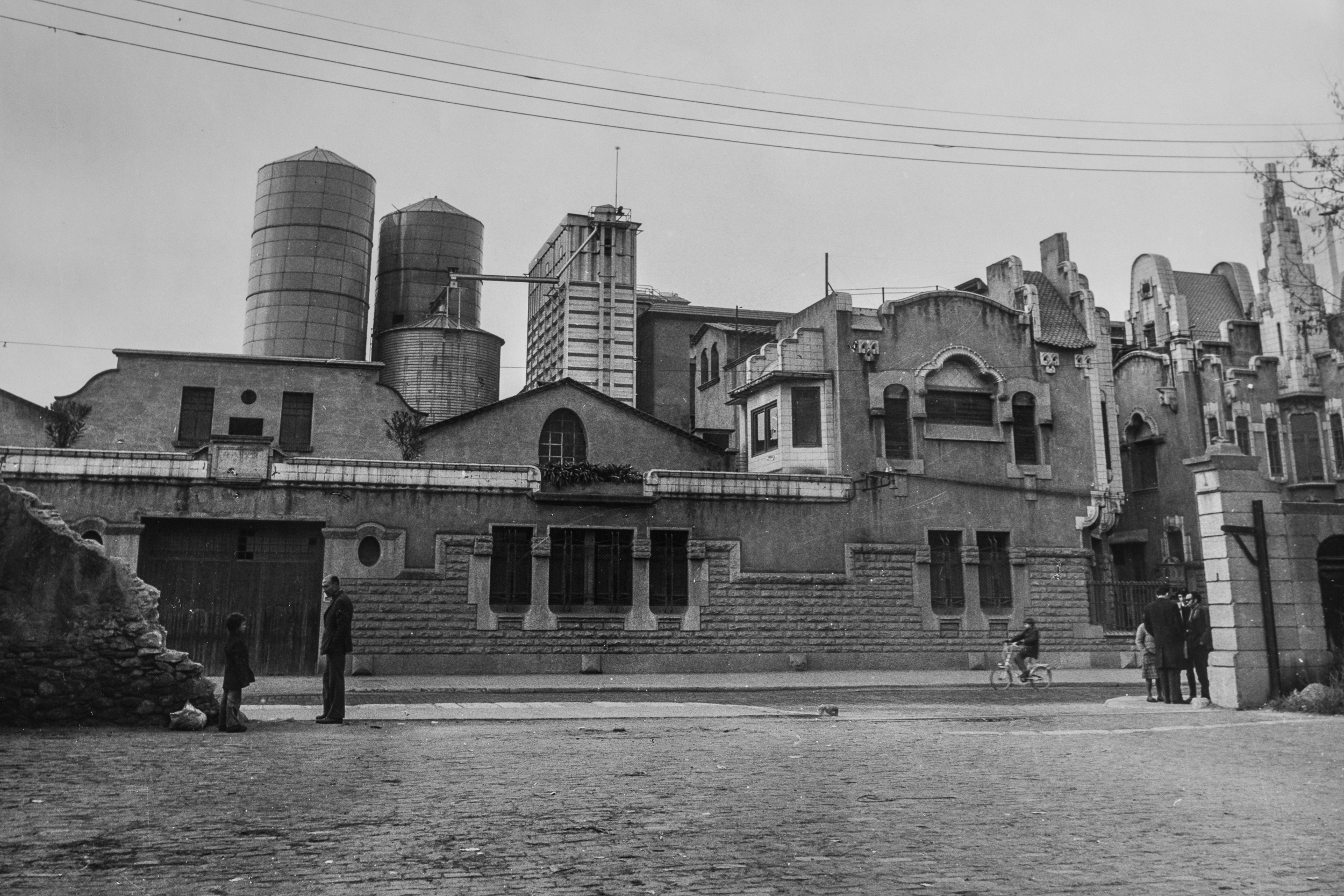
Farinera Teixidor (noviembre de 1974)

## Descripción

### Los primeros edificios
El conjunto inicial consta de dos edificios separados por un pasaje sostenido por un arco que hace de entrada a la harinera. 
El edificio de la derecha (o lado este) fue la vivienda de la familia Teixidor. La planta bajo cubierta y el tejado son el punto más significativo del edificio en el que se encuentran los elementos más representativos y espectaculares de la obra. A destacar la cubierta parabólica de la fachada principal, que se recubre con escamas cerámicas de color verdoso, elemento típico de la arquitectura novecentista. También es típico de este estilo la utilización de material únicamente en los lugares donde es estrictamente necesario, es decir, en aquellos que serán indiscutiblemente vistos, dejando inacabadas las partes que no se enseñan.
Otros elementos destacables son la franja de cerámica blanca que conecta la parte superior de las dos aperturas con la coronación de la cubierta, y que gira enlazando con ella mediante un tipo diferente de piezas cerámicas, blancas y con relieve. Las gárgolas de cerámica blanca recuerdan las de la Sagrada Familia y los azulejos cerámicos de las esquinas.
A la izquierda de esta cubierta se encuentra el pináculo principal que pretende simbolizar la forma de una espiga de trigo. Es el punto más singular y que culmina el ángulo del acceso principal. Parte de un ángulo de 90° en la base y asciende como un obelisco que va perdiendo sección y adquiriendo una forma más esbelta según asciende. Tiene adosadas piezas cerámicas en relieve que representan espigas de trigo. 
El edificio de la derecha (o lado oeste) corresponde a las oficinas. Es más bajo que la vivienda pero mantiene el mismo tipo de aperturas, con el borde del tejado recubierto de piezas cerámicas blancas. El zócalo de piedra almohadillada que proviene del edificio principal también ayuda a unificar el conjunto.
La característica más destacable del puente que une los dos edificios es el arco parabólico que lo sostiene y engloba porque es, al mismo tiempo, soporte y contorno de la apertura. 
Otros elementos de acabado que utiliza Masó en las diferentes partes de la Farinera, y que dan mayor fuerza simbólica al conjunto como “montón de harina”, son las vidrieras, los montantes de las ventanas (con marcada influencia de la Escuela de arte de Glasgow y de la Secesión de Viena) con la franja de cuadrados en su parte superior y las rejas de hierro forjado con figuras de espigas de trigo entre los barrotes (utilizando técnicas del 
Art Nouveau). Estas espigas también aparecen en las rejas de las ventanas.

### Ampliación de 1915-1916
Adosado a la derecha del edificio de vivienda se construyó, más tarde, un almacén. Esta ampliación, que consta de una sola planta, queda elevada respecto al nivel de calle para facilitar la carga y descarga del género desde el vehículo de transporte a través de la apertura que, más tarde, se transformó en ventana. El zócalo de piedra liga este volumen con el conjunto inicial y sirve de envolvente de la gran apertura en fachada, máximo rasgo característico del nuevo volumen.

### Ampliación de 1923-1924
Adosadas a la izquierda del edificio de oficinas se construyeron, como última realización de Masó, dos naves también destinadas a almacenes diferenciadas del lenguaje que la Farinera utilizaba desde su concepción. Las cubiertas a dos aguas, con aberturas elípticas en su frontón, denotan claramente la influencia del movimiento vienés. El zócalo, el uso de la cerámica blanca como remate, y una cierta similitud en el acabado de algunas aberturas permiten entender la ampliación como una parte del conjunto. Una placa de piedra grabada muestra la fecha de construcción (MCMXXIII).

## Historia

### Antecedentes
La familia de Alfonso Teixidor Saguer (San Julián de Ramis, 1865-Gerona, 1936) obraba un molino en la localidad de Sarriá de Ter. Se formó en Tarragona, donde acudió para estudiar el sistema Ganz austro-húngaro de molienda. Este sistema, que llegó a España en el año 1881, reemplazaba las piedras tradicionalmente usadas en la molienda por cilindros de fundición y puede considerarse la gran invención de la molinería. El sistema de cilindros permitía, además de obtener harinas blancas de gran calidad, un aumento considerable de la productividad con respecto a los sistemas tradicionales y, por tanto, vender a precios más bajos en mercados más amplios, con beneficios más elevados.
De vuelta en Gerona alquiló, en 1891 y junto a otros dos socios, la fábrica de harina María situada en el paraje de Campdorá, al margen derecho del río Ter y unos 5 km al norte de Gerona. Alfonso Teixidor fue el director técnico de la empresa durante veintiún años. 

### La construcción de la Farinera Teixidor
Hacia 1910 Alfonso Teixidor contrató al arquitecto novecentista Rafael Masó i Valentí para proyectar y construir una nueva fábrica de harinas en el municipio de Santa Eugenia del Ter. La relación del industrial Teixidor con Rafael Masó se había iniciado con el encargo de las escuelas de Sarriá de Ter en 1909-1910, continuó con la Harinera y seguiría hasta la muerte de Masó con las ampliaciones de la Harinera, la casa de la Punxa (1918-1922) y la urbanización Teixidor (1928-1929).
El compromiso de Alfonso Teixidor con la obra fue tan grande que instaló un despacho - taller de arquitectura en los bajos del mismo edificio en construcción para que pudiese trabajar Masó, según recoge Xavier Rocas de las cartas que dejó escritas el arquitecto. En estos trabajos también colaboró el ceramista Coromina, de La Bisbal del Ampurdán, como ayudante de Masó y futuro fabricante de la cerámica del edificio. 
Los terrenos seleccionados ocupaban una superficie de casi 5.000 m² situados entre la acequia Monar y la antigua carretera de Girona a Manresa, conocida como carretera de Santa Eugenia y actualmente calle de Santa Eugenia, número 42 de Gerona. 
La elección de este emplazamiento vino dada por el acceso a la acequia Monar, que proveía de la fuerza motriz necesaria para la maquinaria de la fábrica. Por aquel entonces la mayor parte de las fábricas de la ciudad estaban instaladas a lo largo de la acequia Monar, para utilizar sus aguas como fuerza motriz. También se tuvo en cuenta la proximidad de dos estaciones de ferrocarril, una correspondiente a la línea que venía de Barcelona, inaugurada en 1862, y la otra correspondiente al ferrocarril de vía estrecha que comunicaba con Olot, inaugurada en 1898. En aquella época la mayor parte del trigo se compraba en Castilla o se importaba a través del puerto de Barcelona. En ambos casos llegaba a Gerona en sacos transportados por el ferrocarril. La harina se vendía en panaderías, fábricas de galletas y de pastas para sopa, cooperativas de consumo y particulares de toda la provincia y se transportaba en camión y ferrocarril.
Rafael Masó redactó el proyecto entre febrero y julio de 1910. El Ayuntamiento de Gerona otorgó la licencia de obras en octubre de 1910. A partir de aquí el conjunto se edificó en tres fases. La primera, en 1911, consistió en la construcción de los dos edificios unidos por un puente y destinados a vivienda del propietario (lado este) y a oficinas (lado oeste). Entre ellos se accedía a un pasaje interior que daba paso a almacenes y talleres a ambos lados. La fábrica comenzó su producción en 1912. La segunda fase, entre los años 1915 y 1916, consistió en la construcción de un almacén al extremo este con un gran ventanal que facilitaba la carga y descarga de género desde el vehículo de transporte. En la tercera fase, años 1923-1924, se construyeron dos nuevos almacenes en el extremo oeste y se reformó el puente al que se añadió un piso. 

### Evolución de la actividad
La fábrica fue creciendo hasta llegar a tener 36 trabajadores. El verano de 1936 fue incautada por el Comité Obrero como consecuencia de la Guerra Civil  y la Revolución Española, mucho antes de la publicación del decreto de colectivizaciones del 24 de octubre de 1936. Los propietarios recurrieron la incautación pero ésta fue confirmada en 1937 por el Subsecretario del Departamento de Economía de la Generalidad de Cataluña, Estanislau Ruiz i Ponsetí.
Finalizada la Guerra Civil los propietarios recuperaron la fábrica descapitalizada. Retomó la actividad con las dificultades de la posguerra y el estraperlo y, de nuevo, llegó a tener 35 trabajadores. Disponía de un andén para facilitar la descarga de trigo que llegaba por ferrocarril. Pero una vez que Renfe suprimió el servicio el grano comenzó a llegar en camiones lo que obligó a adaptar y modernizar la fábrica. En los años 1944 y 1952 se llevaron a cabo nuevas ampliaciones de las instalaciones por la parte norte, hasta alcanzar la acequia Monar. Se instalaron seis silos, construidos en Inglaterra, de 23 m de altura y 10 m de diámetro, así como un edificio de gran altura para mejorar la organización del proceso de producción.
Durante los años 70 y 80, y siendo propietario Alfonso Teixidor Forgas, el mercado de la harina se había globalizado. La bajada de precios hizo disminuir la rentabilidad del negocio. El crecimiento urbanístico de Gerona complicaba la gestión diaria de la fábrica. Finalmente, la fábrica cerró en 1988.

### Rehabilitación y transformación para nuevos usos
En 1990 el edificio lo adquirió el empresario Joan Bosch Roura. En 1995 comenzaron los trabajos de rehabilitación que finalizaron en el año 2000 y fueron dirigidos por el arquitecto Arcadi Pla i Masmiquel. El nuevo uso del edificio fue la sede del diario local El Punt así como un café restaurante. Estos usos se mantuvieron hasta el año 2015 cuando cesaron las actividades y se cerró el edificio. En noviembre de 2022 se iniciaron trabajos de mantenimiento y de rehabilitación interior y exterior y, posteriormente, se instaló la empresa GironaHub, un proyecto empresarial de gestión de comunidades profesionales, culturales y creativas, motor de promoción del talento local y centro de la actividad innovadora y creativa en Girona. En 2024 volvió a abrir el restaurante. 
El Plan General de Ordenación Urbana de Gerona, aprobado el año 2002, incluyó la mayor parte del conjunto histórico en el Catálogo del Patrimonio Histórico-Artístico, protegiendo sus valores arquitectónicos.